# Surrey South Eastern Combination
Surrey South Eastern Combination är en engelsk fotbollsliga, grundad 1991. Den har sitt upptagningsområde i östra Surrey och delar av Storlondon. Ligan har åtta divisioner – Intermediate Divisions One och Two plus sex Junior Divisions. Division One ligger på nivå 12 i det engelska ligasystemet.
Ligan är en matarliga till Surrey Elite Intermediate Football League och klubbar kan flyttas upp om deras hemmaarena uppfyller vissa fastställda krav. Klubbar kan flyttas upp till ligan från Redhill and District Saturday Football League, Kingston and District Football League och Wimbledon & District Football League.

## Mästare
| Säsong  | Mästare             |
| ------- | ------------------- |
| 2005/06 | Battersea Ironsides |
| 2006/07 | Battersea Ironsides |
| 2007/08 | Battersea Ironsides |
| 2008/09 | Oxted & District    |
| 2009/10 | Tooting Bec         |
| 2010/11 | AFC Cubo            |

### Webbkällor
Den här artikeln är helt eller delvis baserad på material från engelskspråkiga Wikipedia, 12 augusti 2008.